# حسن‌آباد (هنام)
حسن‌آباد روستایی در دهستان هنام بخش مرکزی شهرستان سلسله استان لرستان ایران است.

## جمعیت
بر پایه سرشماری عمومی نفوس و مسکن در سال ۱۳۹۵ جمعیت این روستا ۸۶ نفر (۲۲خانوار) بوده‌است.